# Hercule gaulois
L'Hercule gaulois est une statue en marbre réalisée par l'artiste Pierre Puget entre 1661 et 1662 et conservée au musée du Louvre.

## Contexte de la création
L’œuvre fut probablement réalisée lors de la période génoise de l'artiste, sur commande de Nicolas Fouquet. Elle fut à la chute de ce dernier récupérée par Jean-Baptiste Colbert pour son château de Sceaux. Il s'agit cependant là d'une hypothèse non confirmée.

## Description
Il ne s'agit pas là d'un épisode précis de la vie d'Hercule qui est représenté mais un temps de repos où il est présenté avec ses attributs habituels.
L'interprétation de l’œuvre est donc compliquée par l'absence de contexte. On peut y voir une exaltation de la royauté, Hercule étant associé aux rois de France pour sa force et pour l'épisode des pommes du jardin des Hespérides, symbole d'abondance. 
Puget se montre ainsi connaisseur des grands modèles romains et en premier lieu de Annibal Carrache et de son Hercule à la croisée des chemins. Ce dernier est également représenté dans un temps de repos et de réflexion. L'Ares Ludovisi peut également constituer une autre source de référence pour Puget. Enfin, le visage reprend les traits d'un portrait de Néron, que Puget possédait peut-être.

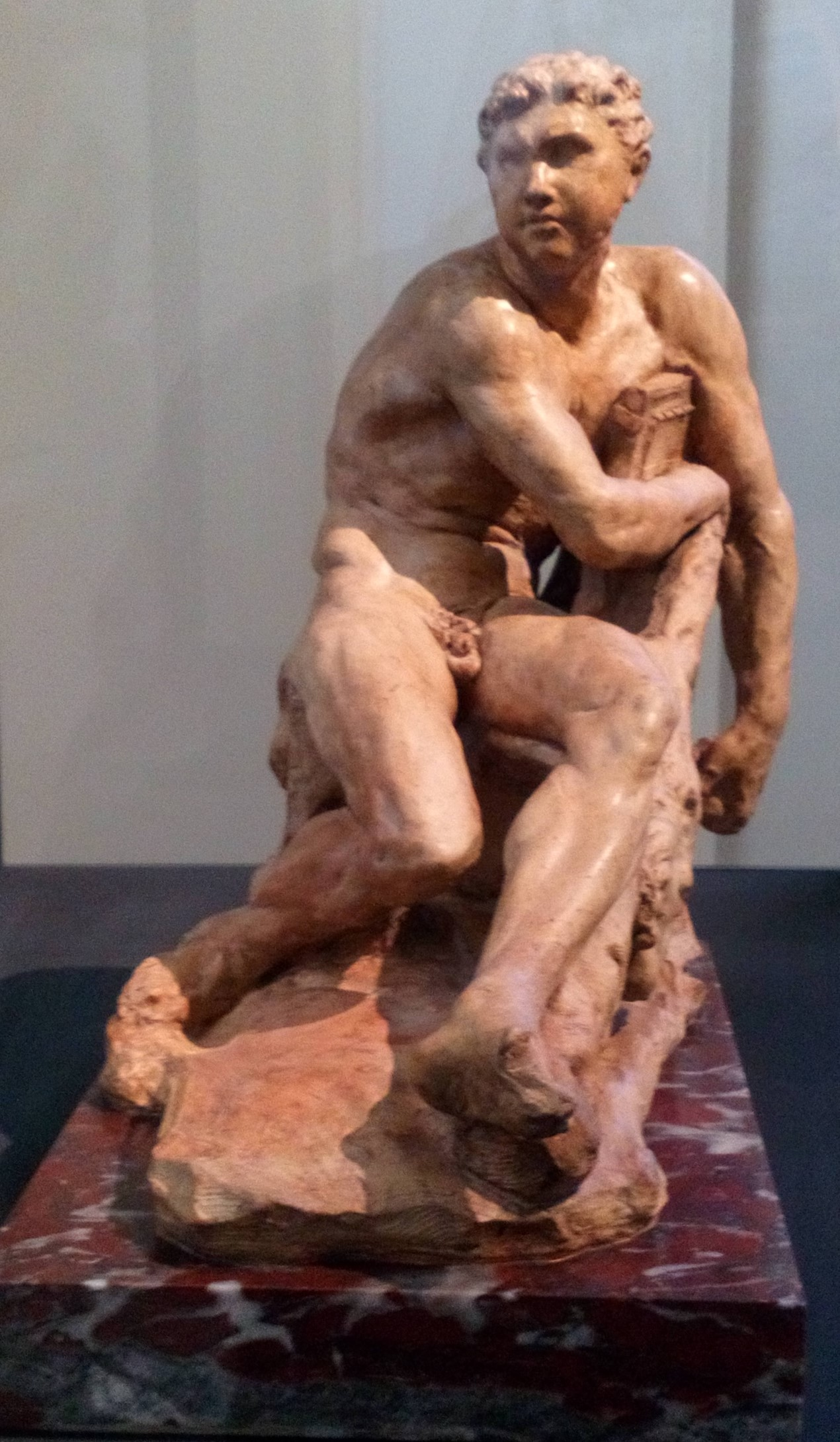
Hercule gaulois, esquisse, Amiens, Musée de Picardie.

La représentation est ici légèrement triviale, sans noblesse. Il s'agit là d'une caractéristique de l'artiste chez qui la représentation de l'Antique est très présente mais souvent malmenée.
Trois éléments témoignent ici du style de Pierre Puget : l'importance du point de vue, toujours privilégié par Puget. L'importance donnée à la composition dans la grande diagonale formée par la massue et la jambe. Cette diagonale instaure une dynamique évoquant la puissance contenue de l'Hercule au repos. Il s'agit d'un élément que l'on retrouve dans toutes les œuvres de l'artiste. Enfin, le travail de la matière est très réputé chez Puget. On a là tout un panel de ce que l'on peut rendre avec le marbre.

## Esquisse de l'œuvre
Une esquisse en terre cuite de cette sculpture est conservée au Musée de Picardie d'Amiens.